# Australian Women’s Hardcourts
Australian Women’s Hardcourts – profesjonalny turniej tenisa żeńskiego, rozgrywany w latach 1997–2008 w australijskim Gold Coast. Był imprezą trzeciej kategorii cyklu WTA, na której rozgrywano konkurencje gry pojedynczej i podwójnej. Pierwszą edycję zawodów wygrała Rosjanka Jelena Lichowcewa. W 2009 roku turniej połączono z turniejem męskim i przeniesiono do Brisbane, pod nazwą Brisbane International.

## Historia nazwy turnieju
| Rok  | Rok  | Nazwa                                 |
|      | 1997 | Gold Coast Classic                    |
| 1998 | 2002 | Thalgo Hardcourt Championships        |
| 2003 | 2005 | Uncle Tobys Hardcourts                |
| 2006 | 2008 | Mondial Australian Women’s Hardcourts |

## Mecze finałowe

### gra pojedyncza
| Rok  | Mistrzyni         | Finalistka              | Wynik            |
| 2008 | Li Na             | Wiktoryja Azaranka      | 4:6, 6:3, 6:4    |
| 2007 | Dinara Safina     | Martina Hingis          | 6:3, 3:6, 7:5    |
| 2006 | Lucie Šafářová    | Flavia Pennetta         | 1:6, 7:6(2), 6:2 |
| 2005 | Patty Schnyder    | Samantha Stosur         | 1:6, 6:3, 7:5    |
| 2004 | Ai Sugiyama       | Nadieżda Pietrowa       | 1:6, 6:1, 6:4    |
| 2003 | Nathalie Dechy    | Marie Gayanay Mikaelian | 6:3, 3:6, 6:3    |
| 2002 | Venus Williams    | Justine Henin           | 7:5, 6:2         |
| 2001 | Justine Henin     | Silvia Farina Elia      | 7:6(5), 6:4      |
| 2000 | Silvija Talaja    | Conchita Martínez       | 6:1, 3:6, 6:0    |
| 1999 | Patty Schnyder    | Mary Pierce             | 4:6, 7:6(5), 6:2 |
| 1998 | Ai Sugiyama       | María Vento-Kabchi      | 7:5, 6:0         |
| 1997 | Jelena Lichowcewa | Ai Sugiyama             | 3:6, 7:6(7), 6:3 |

### gra podwójna
| Rok  | Mistrzynie                               | Finalistki                             | Wynik         |
| 2008 | Dinara Safina Ágnes Szávay               | Yan Zi Zheng Jie                       | 6:1, 6;2      |
| 2007 | Dinara Safina Katarina Srebotnik         | Iveta Benešová Galina Woskobojewa      | 6:3, 6:4      |
| 2006 | Dinara Safina Meghann Shaughnessy        | Cara Black Rennae Stubbs               | 6:2, 6:3      |
| 2005 | Jelena Lichowcewa Magdalena Maleewa      | Maria Elena Camerin Silvia Farina Elia | 6:3, 5:7, 6:1 |
| 2004 | Swietłana Kuzniecowa Jelena Lichowcewa   | Liezel Huber Magdalena Maleewa         | 6:3, 6:4      |
| 2003 | Swietłana Kuzniecowa Martina Navrátilová | Nathalie Dechy Émilie Loit             | 6:4, 6:4      |
| 2002 | Justine Henin Meghann Shaughnessy        | Åsa Svensson Miriam Oremans            | 6:1, 7:6(6)   |
| 2001 | Julia Casoni Janette Husárová            | Katie Schlukebir Meghann Shaughnessy   | 7:6(9), 7:5   |
| 2000 | Anna Kurnikowa Julie Halard-Decugis      | Sabine Appelmans Rita Grande           | 6:3, 6:0      |
| 1999 | Corina Morariu Łarysa Neiland            | Kristine Kunce Irina Spîrlea           | 6:3, 6:3      |
| 1998 | Ai Sugiyama Jelena Lichowcewa            | Park Sung-hee Wang Shi-ting            | 1:6, 6:3, 6:4 |
| 1997 | Nana Miyagi Naoko Kijimuta               | Silvia Farina Elia Ruxandra Dragomir   | 7:6(3), 6:1   |